# Giovanni Nesi
Giovanni Nesi (Florencia, 20 de diciembre de 1986) es una pianista y profesor italiano de música académica. 

## Biografía
Ganador del Premio Clave del mes de ResMusica de Francia, también galardonado con el prestigioso Premio William Walton otorgado por la Fundación William Walton en Ischia, el Premio Rudolf Serkin otorgado anualmente por la Escuela de Música de Fiesole y el premio Maggio del Pianoforte en Napoli.
Desde 2014 graba para el sello Tactus.Y ha grabado DVD para el Mozartum de Salzburgo. Su CD para Heritage con las Suites y Partitas de Domenico Zipoli recibió muchissimos premios en todo el mundo.
En 2016 participó del Primer Festival de Musicología y Música Colonial Iberoamericana en Montevideo, Uruguay.
 
Actualmente enseña en el Conservatonio de Livorno y en la Escuela Comunal de Música de Prato.

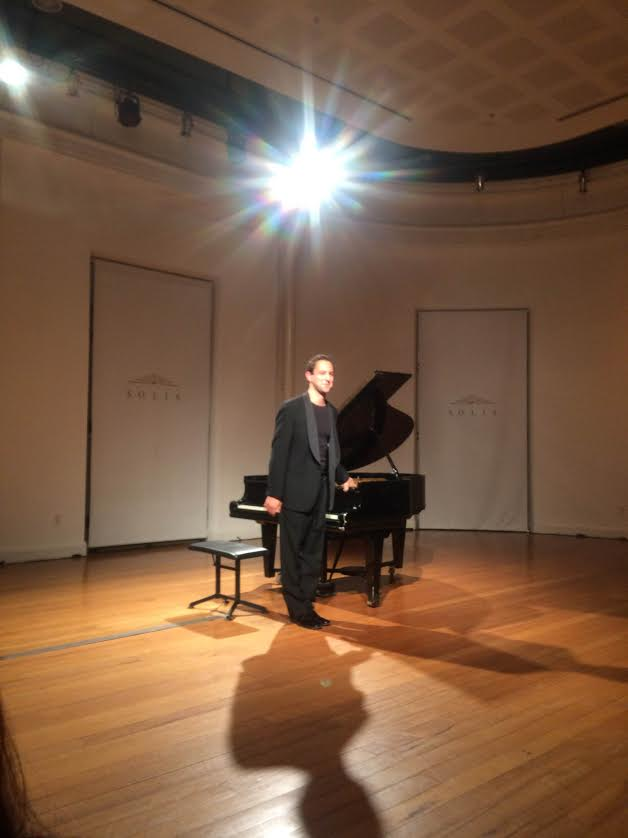
Giovanni Nesi en 2016.

Ha tocado más de 200 conciertos en todo el mundo, como solista, con orquesta o con su dúo pianístico estable con Federica Bortoluzzi. Entre los más recientes los en Italia, Sud América, Turquía, Francia, Londres con la BBC Concert Orchestra, España, Holanda, y muchos otros.
El 20 de octubre de 2016 ofreció un concierto gratuito en el que interpretó Sonatas y partitas de Domenico Zipoli (1688-1726), en el Instituto Italiano de Cultura de la Ciudad de México.
En noviembre de 2016, toco en un evento organizado por el grupo de Amigos de la Diócesis.

## Discografía
- Mario Pilati: Suite para Piano Y Arcos; Bagatelle para Piano, Tactus Archivado el 6 de marzo de 2019 en Wayback Machine. (2014)

- Domenico Zipoli: Complete Suites and Partitas, Heritage (2015)

- Johann Sebastian Bach: Works for piano left hand, Heritage (2019)

- Original and Transcribed Piano Music for the Left Hand: Bach, Schumann, Brahms, Sollini, Wittgenstein, Scriabin, Da Vinci Classics (2024)

## Premios y reconocimientos
- Premio William Walton.
- Premio Rudolf Serkin.
- Premio Mes Clave.